# Ones de Rayleigh

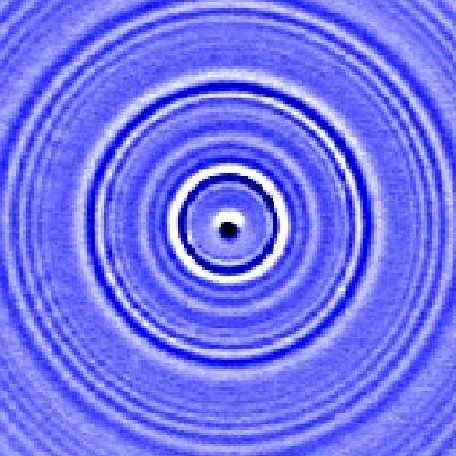
Dispersió d'ones de Rayleigh en una fina pel·lícula d'or sobre vidre. [http://kino-ap.eng.hokudai.ac.jp/index.html

Moviment de partícules d'una ona de Rayleigh.

Les ones de Rayleigh són un tipus d'ona acústica superficial que viatgen al llarg de la superfície dels sòlids. Es poden produir en materials de moltes maneres, com per exemple per impacte localitzat o per transducció piezoelèctrica, i s'utilitzen freqüentment en proves no destructives per detectar defectes. Les ones de Rayleigh formen part de les ones sísmiques que es produeixen a la Terra pels terratrèmols. Quan es guien en capes, s'anomenen ones de Lamb, ones de Rayleigh-Lamb o ones de Rayleigh generalitzades.
Les ones de Rayleigh són un tipus d'ona superficial que viatgen prop de la superfície dels sòlids. Les ones de Rayleigh inclouen moviments tant longitudinals com transversals que disminueixen exponencialment en amplitud a mesura que augmenta la distància de la superfície. Hi ha una diferència de fase entre aquests moviments components.
L'existència de les ones de Rayleigh va ser predita l'any 1885 per Lord Rayleigh, d'on van rebre el seu nom. En sòlids isòtrops, aquestes ones fan que les partícules superficials es moguin en el·lipses en plans normals a la superfície i paral·lels a la direcció de propagació: l'eix principal de l'el·lipse és vertical. A la superfície i a poca profunditat aquest moviment és retrògrad, és a dir, el moviment en el pla d'una partícula és en sentit contrari a les agulles del rellotge quan l'ona viatja d'esquerra a dreta. A majors profunditats, el moviment de les partícules esdevé prograd. A més, l'amplitud del moviment disminueix i l'excentricitat canvia a mesura que augmenta la profunditat al material. La profunditat del desplaçament significatiu en el sòlid és aproximadament igual a la longitud d'ona acústica. Les ones de Rayleigh es diferencien d'altres tipus d'ones superficials o acústiques guiades com les ones Love o ones Lamb, ambdues tipus d'ones guiades suportades per una capa, o ones longitudinals i de cisalla, que viatgen a l'engròs.
Ones de Rayleigh que es propaguen a freqüències ultrasòniques elevades (10-1000 MHz) s'utilitzen àmpliament en diferents dispositius electrònics. A més de les ones de Rayleigh, alguns altres tipus d'ones acústiques superficials (SAW), són les ones de Love que també s'utilitzen amb aquest propòsit. Exemples de dispositius electrònics que utilitzen ones de Rayleigh són filtres, ressonadors, oscil·ladors, sensors de pressió, temperatura, humitat, etc. El funcionament dels dispositius SAW es basa en la transformació del senyal elèctric inicial en una ona superficial que, després d'aconseguir els canvis requerits en l'espectre del senyal elèctric inicial com a resultat de la seva interacció amb diferents tipus d'homogeneïtat superficial, és transformat de nou en un senyal elèctric modificat. La transformació de l'energia elèctrica inicial en energia mecànica (en forma de SAW) i de tornada s'aconsegueix normalment mitjançant l'ús de materials piezoelèctrics tant per a la generació i recepció d'ones de Rayleigh com per a la seva propagació.